# Mecklenburgische Eisenbahngesellschaft
Die Mecklenburgische Eisenbahngesellschaft, auch Mecklenburgische Eisenbahn-Gesellschaft (kurz MEG) wurde 1845 gegründet und bestand bis zu ihrer Verstaatlichung und Vereinigung mit der Friedrich-Franz-Eisenbahn im Jahr 1873. In dieser Zeit entstanden das Hauptstreckennetz und die zugehörigen Bahnhöfe und Werkstätten der Eisenbahn in Mecklenburg. Nachfolgerin beider Gesellschaften wurde die Großherzoglich Mecklenburgische Friedrich-Franz-Eisenbahn.

## Geschichte

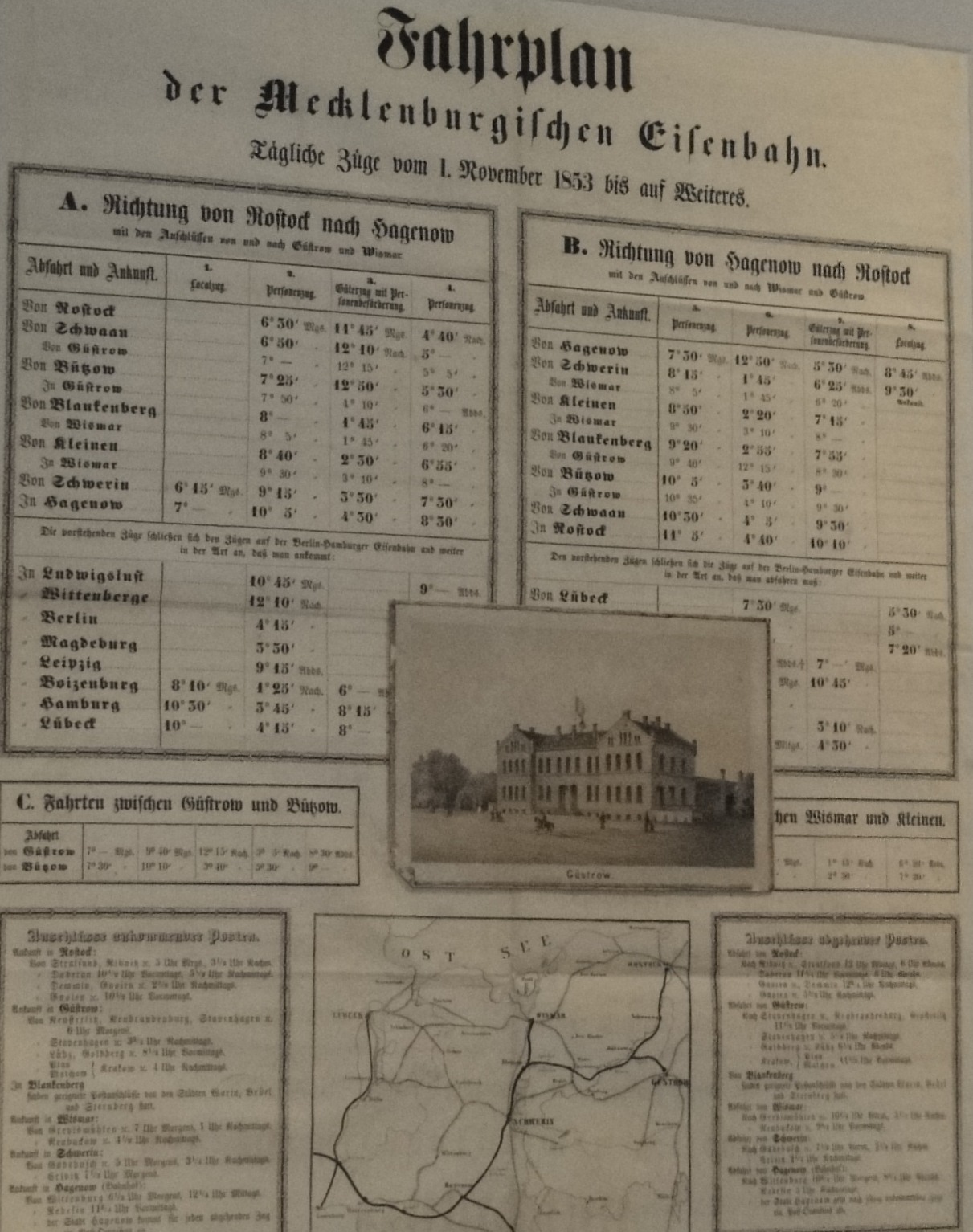
Fahrplan der Mecklenburgischen Eisenbahn ab/bis Güstrow von 1853

Mit der Planung der preußischen Bahnstrecke Berlin–Hamburg ab 1841 wurden auch in Mecklenburg-Schwerin die Projekte für ein eigenes Streckennetz konkreter. Am 25. Februar 1846 vereinigten sich die im Vorjahr gegründeten Schwerin-Wismarsche Eisenbahn-Gesellschaft, Hagenow-Schwerin-Rostocker Eisenbahn-Gesellschaft und die Güstrow-Bützower Eisenbahn-Gesellschaft zur Mecklenburgischen Eisenbahngesellschaft. Am 10. März 1846 erhielt die Gesellschaft die Konzession zum Bau einer Bahnstrecke von Hagenow über Schwerin nach Wismar sowie über Bad Kleinen, Bützow nach Rostock und Güstrow.
Am 1. Mai 1847 wurde der Abschnitt zwischen Hagenow und Schwerin in Betrieb genommen. Am 12. Juli 1848 war die Strecke bis Wismar fertiggestellt. Am 13. Mai 1850 erfolgte schließlich die Eröffnung der Strecken nach Rostock und Güstrow.
Die Einnahmesituation der Gesellschaft gestaltete sich positiv. Zeitweise wurde ein Dividende von bis zu 13,5 % ausgezahlt. Nach dem Deutsch-Französischen Krieg und der Reichsgründung war Bismarck bestrebt eine Reichseisenbahn zu gründen. Wie auch in anderen deutschen Staaten beabsichtigte die mecklenburgische Regierung die privaten Eisenbahnen zu verstaatlichen. Mit Wirkung zum 20. April 1873 wurde die Mecklenburgische Eisenbahngesellschaft angekauft und in die neu geschaffene Großherzogliche-Friedrich-Franz-Eisenbahn integriert. Zu diesem Zeitpunkt besaß die Gesellschaft 27 Lokomotiven.

## Lokomotiven
Im Jahre 1847 beschaffte die Eisenbahngesellschaft zunächst drei Lokomotiven mit der Achsfolge 1A1 für den Betriebsdienst. Da sich die Lokomotiven bewährten, nahm die MEG in den nächsten Jahren zusätzlich 10 Lokomotiven dieser Bauart in den Bestand auf. Anfang der 1850er Jahre kamen zudem Maschinen mit der Achsfolge 1B zur MEG. Lokomotiven mit der Achsfolge B1 waren dagegen erst Ende 1860er Jahre auf den mecklenburger Bahnstrecken anzutreffen. 1870 umfasste der Bestand der Eisenbahngesellschaft insgesamt 19 1A1-, 6 1B- und 2 B1-Lokomotiven.

Lokomotivbauarten der Mecklenburgischen Eisenbahngesellschaft
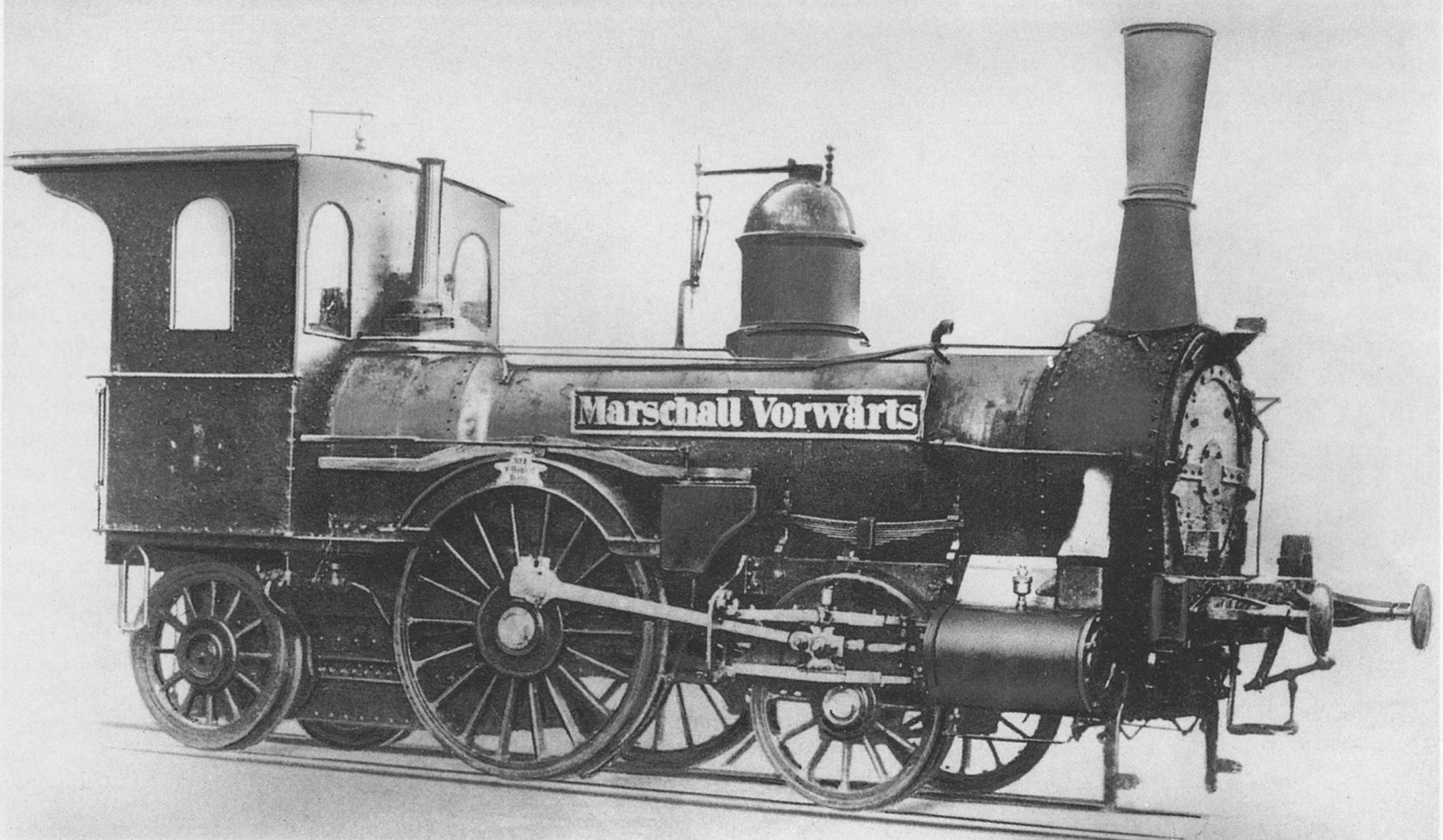
Achsfolge 1A1 Lokomotive Marschall Vorwärts
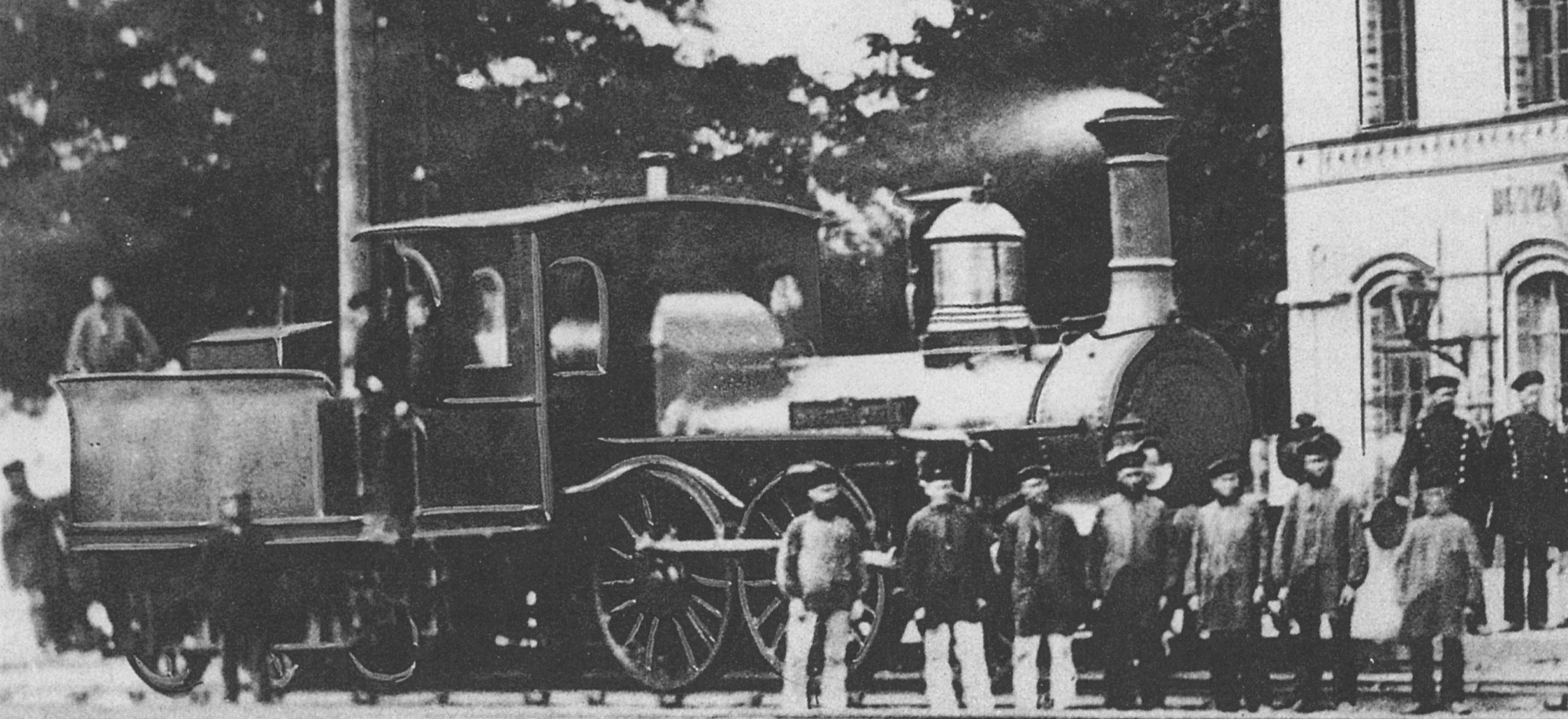
Achsfolge 1B Lokomotive Swantewit
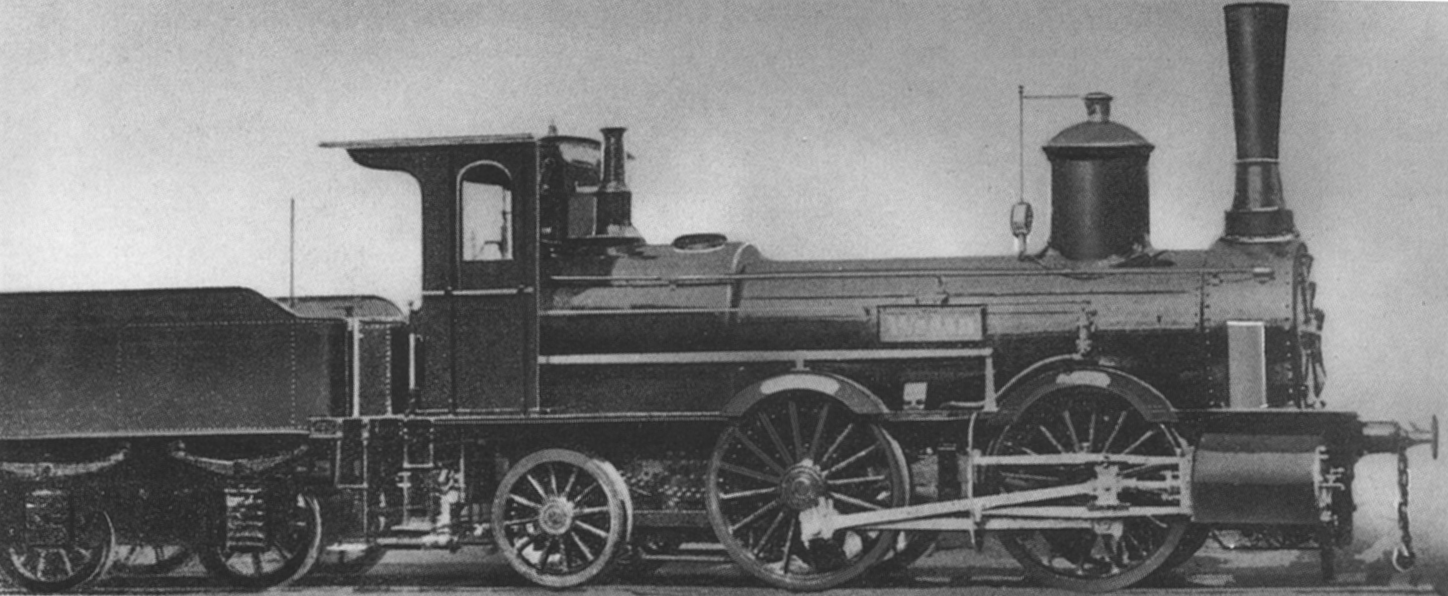
Achsfolge B1 Lokomotive Wodan

## Werkstätten und Lokomotivstationen
Um die eingesetzten Lokomotiven und Waggons pflegen, warten und reparieren zu können, errichtete die Eisenbahngesellschaft 1847 eine Werkstätte mit Wasserkran, Bekohlungs- und Entschlackungsanlage sowie Lokschuppen in Schwerin (ab 1926 Bahnbetriebswerk Schwerin). In den nächsten Jahren erfolgte trotz der beengten Platzverhältnisse unmittelbar neben dem Bahnhof ein stetiger Ausbau der Werkstatt. Bis zur Verstaatlichung der MEG gehörten bereits eine Schmiede, Schlosserei, Lackiererei und ein Lager sowie eine Dreherei, Kupfer- und Federschmiede sowie eine Stangenschmiede zur Werkstatt.
Neben dieser Hauptwerkstätte wurden kleinere Lokomotivstationen in Hagenow, Kleinen, Wismar, Rostock, Bützow und Güstrow in Betrieb genommen. Dort konnten lediglich die Wasser- und Kohlevorräte der Lokomotiven ergänzt werden. Teilweise einwickelten sich aus diesen Lokomotivstationen später ebenfalls bedeutende Bahnbetriebswerke.